# Pungguk Lalang
Pungguk Lalang is een bestuurslaag in het regentschap Rejang Lebong van de provincie Bengkulu, Indonesië. Pungguk Lalang telt 1662 inwoners (volkstelling 2010).